# Pohle
Pour les articles ayant des titres homophones, voir Pohl, POL, Pol, Pole, Polé, Pôle, Paul et Paule.
Pour les articles homonymes, voir Pohle (homonymie).
Pohle est une commune allemande située dans l'arrondissement de Schaumbourg dans le land de Basse-Saxe. Elle fait partie de la Samtgemeinde de Rodenberg.

## Géographie

### Situation
Pohle se situe dans la vallée Deister-Süntel (de) et dans le parc naturel de Weserbergland Schaumbourg-Hamelin (de). La Bundesstraße 442, entre Bad Münder am Deister et Wunstorf, passe au nord-est de la commune.

### Communes limitrophes
| Apelern |       | Lauenau    |
|         | Pohle | Messenkamp |
| Auetal  |       | Hülsede    |

## Histoire
Pohle est mentionné pour la première fois en 850 sous le nom de « Padlo ».
Pohle fut la scène d'une chasse aux sorcières : N. Meyer mena un procès. L'année est inconnue.

## Source, notes et références
- (de) Cet article est partiellement ou en totalité issu de l’article de Wikipédia en allemand intitulé « Pohle » (voir la liste des auteurs).